# Camarophyllus
Camarophyllus is een geslacht van schimmels behorend tot de familie Hygrophoraceae.
Kenmerken van het geslacht zijn:
- Stevige, vlezige en niet-viskeuze hoed, kleur van wit tot lichtoranje tot paars
- Volledig aflopende of gefranjerde lamellen met onregelmatige textuur
- Stam vezelig, vlezig, vol glad en gegroefd met fibrillen

## Soorten
Volgens Index Fungorum telt het geslacht 29 soorten (peildatum november 2021):
| Soortnaam                     | Auteur(s)                 | Publicatiejaar |
| ----------------------------- | ------------------------- | -------------- |
| Camarophyllus alpinus         | M.M. Moser                | 1983 / 1986    |
| Camarophyllus apricosus       | (E. Horak) E. Horak       | 1990           |
| Camarophyllus aurantiopallens | E. Horak                  | 1973           |
| Camarophyllus bellus          | (Pers.) P. Karst.         | 1879           |
| Camarophyllus canus           | E. Horak                  | 1973           |
| Camarophyllus connatus        | P. Karst.                 | 1891           |
| Camarophyllus delicatus       | E. Horak                  | 1973           |
| Camarophyllus difformis       | (Pers.) P. Karst.         | 1879           |
| Camarophyllus fulvosus        | (Bolton) Murrill          | 1916           |
| Camarophyllus grinlingii      | Singer                    | 1973           |
| Camarophyllus grumatus        | (Scop.) P. Karst.         | 1879           |
| Camarophyllus hieronymi       | Singer                    | 1978           |
| Camarophyllus impurus         | E. Horak                  | 1990           |
| Camarophyllus incomtus        | (Fr.) P. Karst.           | 1879           |
| Camarophyllus indicus         | Rawla                     | 1991           |
| Camarophyllus laccarioides    | Singer                    | 1952           |
| Camarophyllus leporinus       | (Pers.) Wünsche           | 1877           |
| Camarophyllus nebularis       | Clémençon                 | 1982           |
| Camarophyllus olidus          | Pegler                    | 1977           |
| Camarophyllus panamensis      | Lodge & Ovrebo            | 2008           |
| Camarophyllus paraiboensis    | Singer                    | 1978           |
| Camarophyllus patagonicus     | Singer                    | 1969           |
| Camarophyllus patinicolor     | E. Horak                  | 1973           |
| Camarophyllus rickenii        | E. Horak                  | 1963           |
| Camarophyllus subpratensis    | Heinem.                   | 1963           |
| Camarophyllus syrjensis       | P. Karst.                 | 1889           |
| Camarophyllus tehuelches      | (Speg.) Singer            | 1952           |
| Camarophyllus translucens     | Murrill                   | 1943           |
| Camarophyllus velutinus       | (I.G. Borshch.) P. Karst. | 1879           |